# Pterotrichina
Pterotrichina Dalmas, 1921 è un genere di ragni appartenente alla famiglia Gnaphosidae.

## Distribuzione
Le 2 specie note di questo genere sono state reperite in Africa settentrionale (Algeria e Tunisia) e Asia centrale.

## Tassonomia
Non sono stati esaminati esemplari di questo genere dal 2007.
Attualmente, a dicembre 2015, si compone di 2 specie:
- Pterotrichina elegans Dalmas, 1921[2] — Algeria, Tunisia
- Pterotrichina nova Caporiacco, 1934 — Karakorum